# Acroneuria nobiliata
Acroneuria nobiliata és una espècie d'insecte plecòpter pertanyent a la família dels pèrlids.